# 安乡郡 (唐朝)
安乡郡，中国北魏、唐朝时设置的郡。《元和郡县图志》作安乐郡，《新唐书·地理志》作安昌郡。
北魏置安昌郡，治所在今甘肃省文县西北，后废。唐玄宗天宝元年（742年），改河州为安乡郡，下辖枹罕县（今甘肃省临夏市）、大夏县（今甘肃省广河县阿力麻土乡古城）、安乡县（今甘肃省临夏县麻尼寺沟乡），安乡县改为凤林县。归属西平郡（鄯州）都督府、陇右节度使。唐肃宗乾元元年（758年）改安乡郡为河州。